# Аморисон, Фредерик
Фредерик Аморисон (фр. Frédéric Amorison; род. 16 февраля 1978, Белёй, Бельгия) — бельгийский профессиональный шоссейный велогонщик.

## Достижения
1999
3-й Каттекурс
2001
3-й Велотрофей Йонга Мар Мудига
2002
1-й Тур Бохума
Тур Валлонии
1-й  Спринтерская классификация
1-й Этап 2
2005
3-й Дельта Протур
2006
3-й Тур Хайнлейте
2007
3-й Гран-при Ефа Схеренса
2009
3-й Гран-при Ефа Схеренса
2010
1-й Дварс дор хет Хагеланд
3-й Антверпсе Хавенпейл
2011
1-й Де Вламсе Пейл
3-й Каттекурс
2012
1-й Де Вламсе Пейл
3-й Гран-при Ефа Схеренса
2013
1-й  Горная классификация Тур де Еврометрополь
2-й Тур Хайнаня